# Марица (Валча)
Марица (рум. Marița) насеље је у Румунији у округу Валча у општини Ваидени. Oпштина се налази на надморској висини од 577 m.

## Становништво
Према подацима из 2002. године у насељу је живело 392 становника, од којих су сви румунске националности.